# Esther Pasztory
Esther Pasztory (Budapest, 21 de junio de 1943) es una historiadora del arte y escritora estadounidense. Destaca en su trabajo las investigaciones que ha hecho sobre el arte mesoamericano, particularmente de civilizaciones como la teotihuacana y la mexica.

## Trayectoria
Pasztory emigró a los Estados Unidos en 1956 tras la revolución húngara de ese año. Obtuvo un grado en historia del arte tras estudiar en el Vassar College y el Barnard Collage de la Universidad de Columbia en 1965. Logró una maestría con la tesis «Varieties of Hieratic Composition in Nigerian and Cameroons Sculptur» en la Universidad de California en Los Ángeles. Tras viajar a México a finales de los años 60 y conocer a estudiosos de Teotihuacan como Rene Millon, George Cowgill y Evelyn Rattrey, entre otros, decidió estudiar el muralismo teotihuacano y finalizando un doctorado con la tesis «The Murals of Tepantitla, Teotihuacan», estudiando los murales de dicha zona. Por entonces Rene Millon encabezaba el Proyecto de Mapeo de Teotihuacan (Teotihuacan Mapping Project).Su visión sobre la obra pictórica de la civilización teotihuacana ha sido fundamental, particularmente la expuesta en su tesis doctoral sobre la Gran Diosa de Teotihuacán. 
Fue profesora de 1986 a 1997 en la Universidad de Columbia, en donde ocupa la cátedra emérita Lisa and Bernard Selz Professor in Pre-Columbian Art History de esa misma institución desde 1997.

## Obra

### Historia
- The iconography of the Teotihuacan Tlaloc, Dumbarton Oaks, 1974
- Aztec Stone Sculpture, Interbook, Incorporated, 1976
- The Murals of Tepantitla, Teotihuacan, Taylor & Francis, Inc., 1976
- Middle Classic Mesoamerica, A.D. 400-700, 1978
- Aztec art, 1983
- Teotihuacan : an experiment in living, : University of Oklahoma Press, 1997
- Pre-Columbian art, 1998
- Thinking with things : toward a new vision of art, University of Texas Press, 2005
- Jean-Frédéric Waldeck : artist of exotic Mexico, 2010
- Inka Cubism: reflections of andean art, 2010
- Visual Culture of the Ancient Americas : Contemporary Perspectives, 2017

### Literatura
- Daughter of the pyramids, 2004

## Premios y reconocimientos
- Beca Guggenheim, 1987-1988
- Premio Julian J. Rothbaum, 1997
- Medalla por el Instituto Nacional de Antropología e Historia, 1986